# Pinus jeffreyi
Pinus jeffreyi eller jeffreytall är en tallväxtart som beskrevs av John Hutton Balfour. Pinus jeffreyi ingår i släktet tallar, och familjen tallväxter. IUCN kategoriserar arten globalt som livskraftig. Inga underarter finns listade i Catalogue of Life.

## Bildgalleri

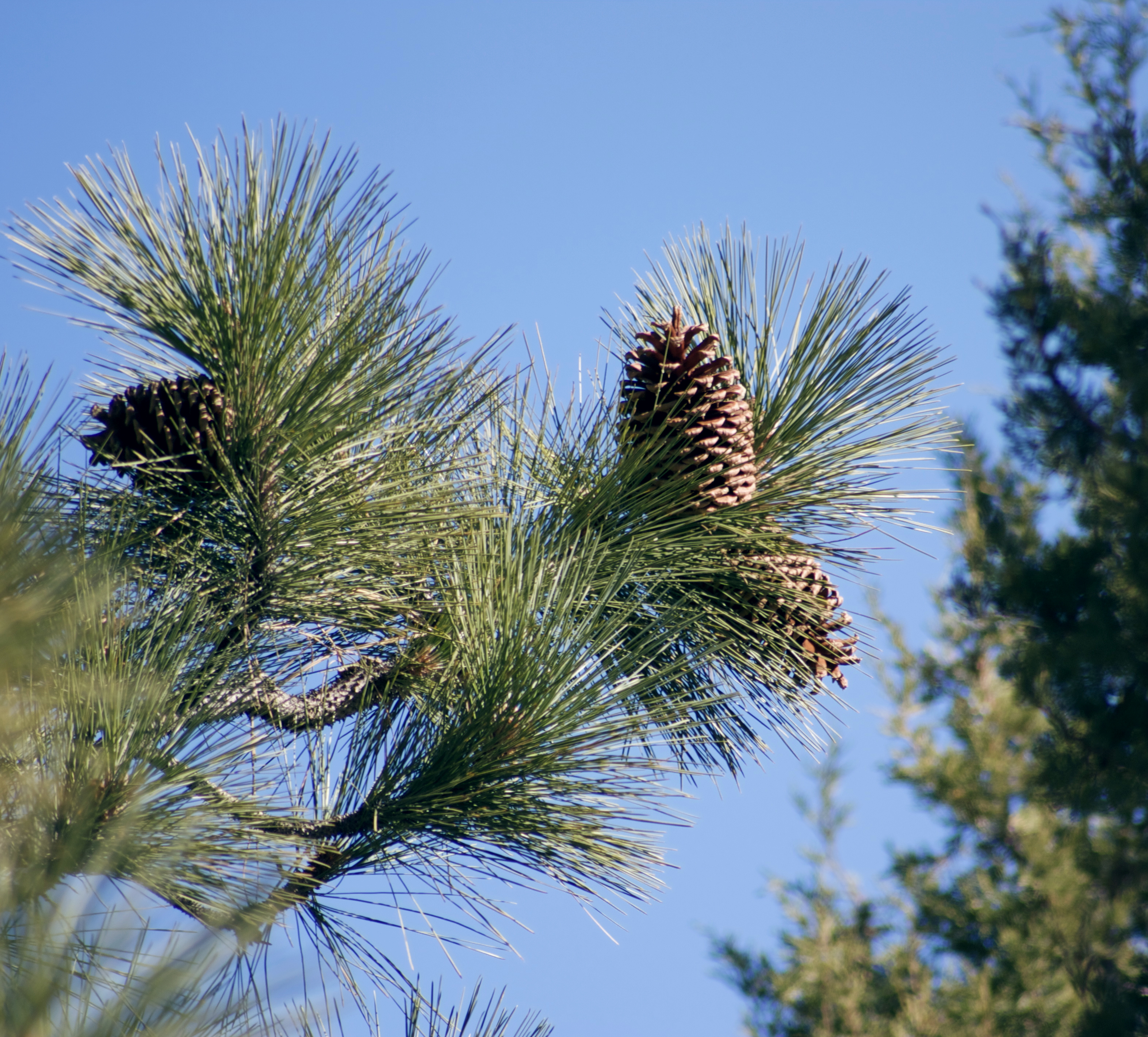
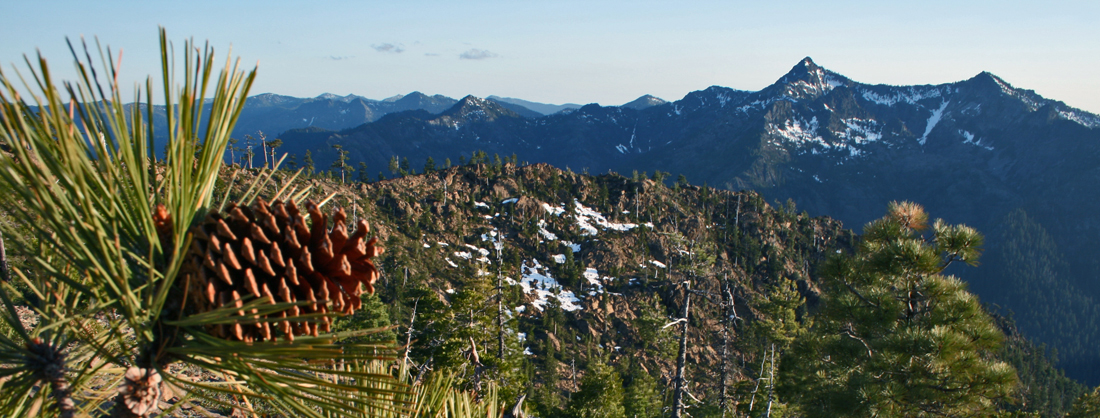
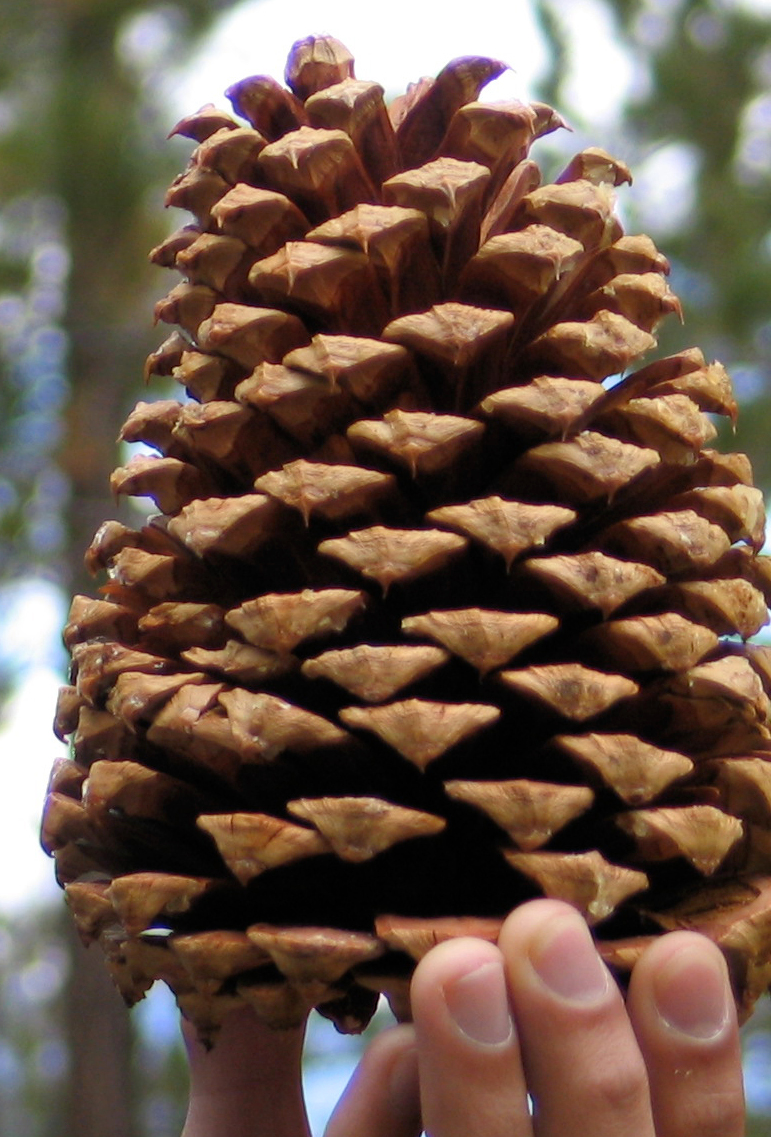
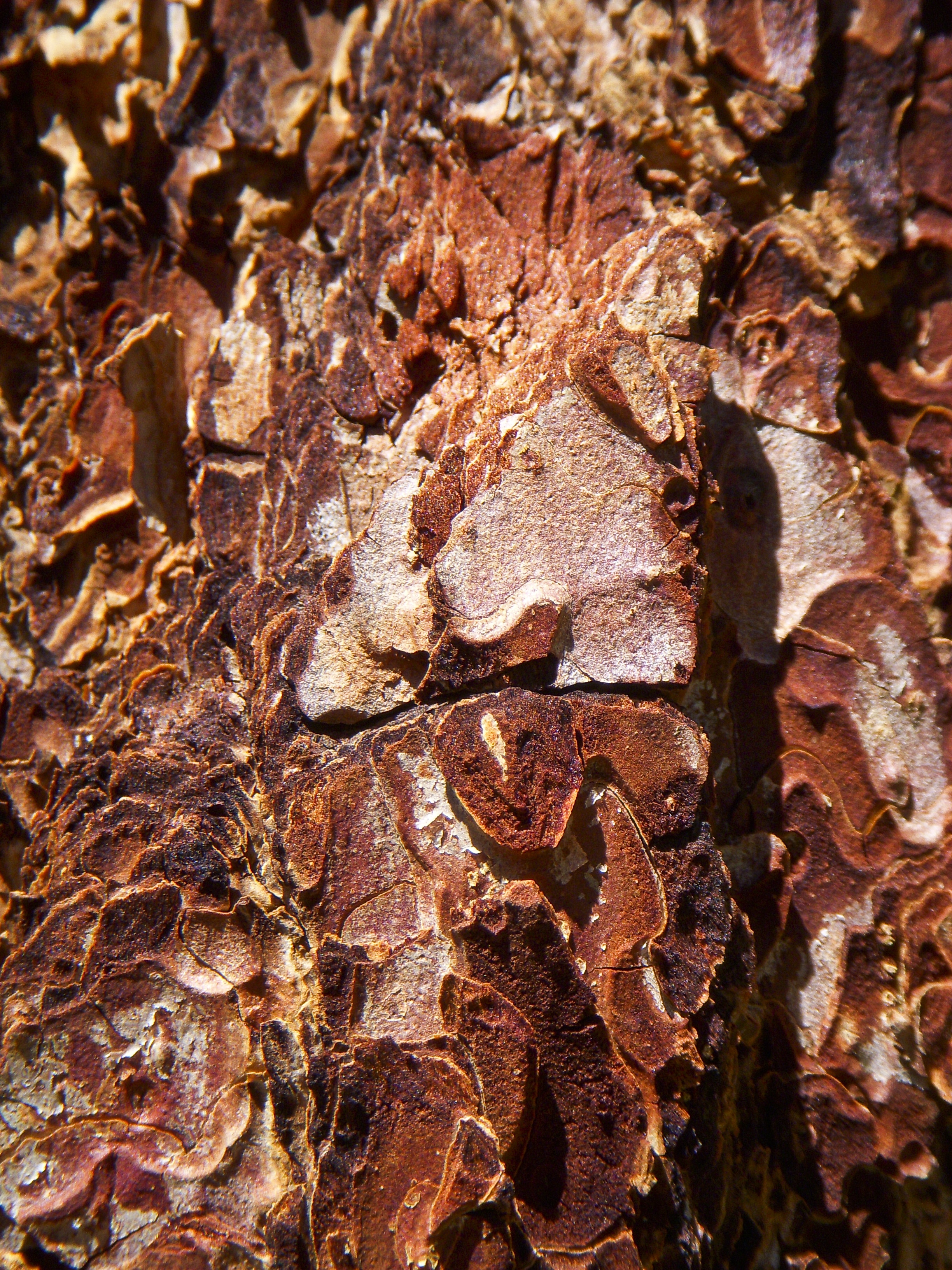
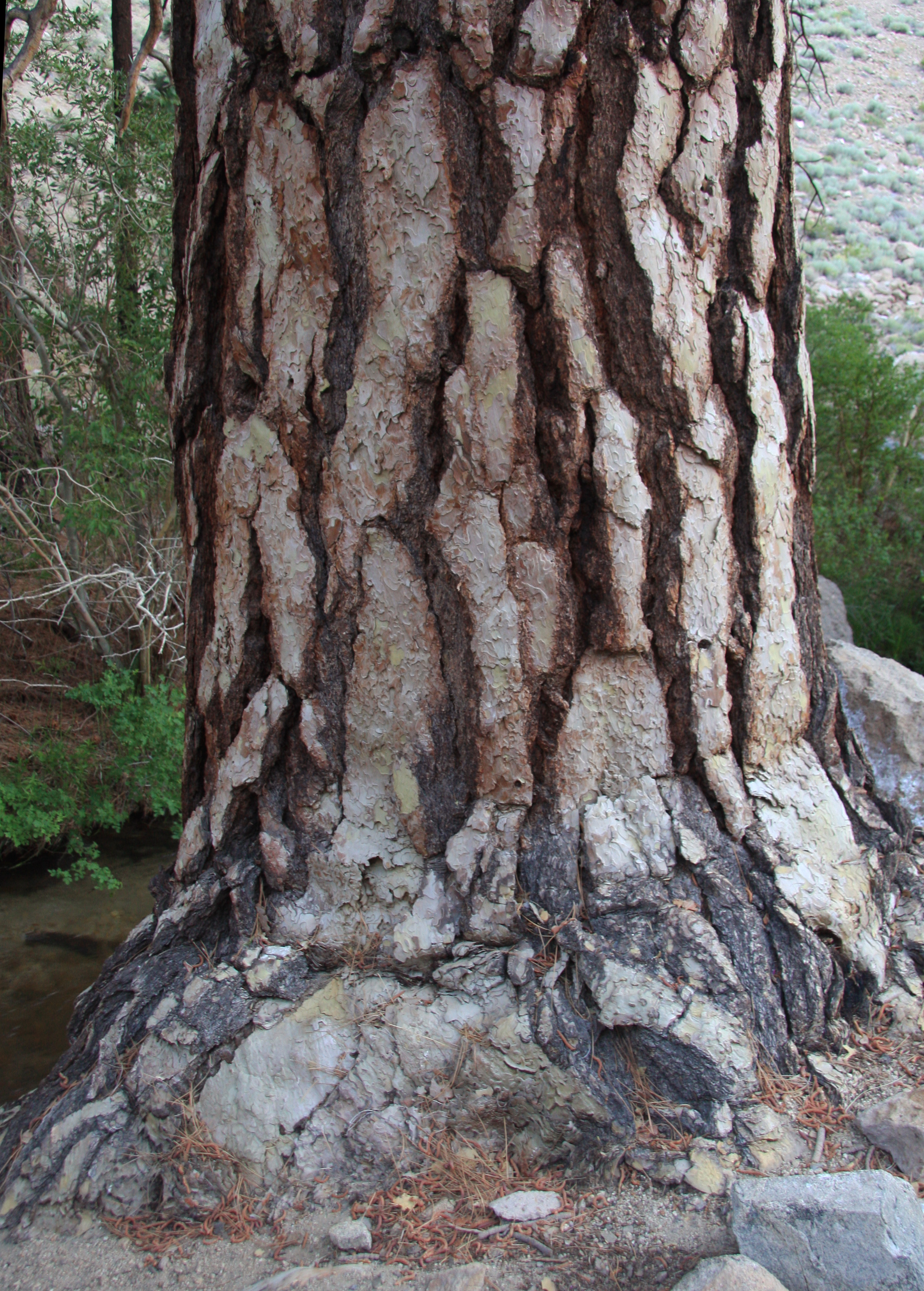
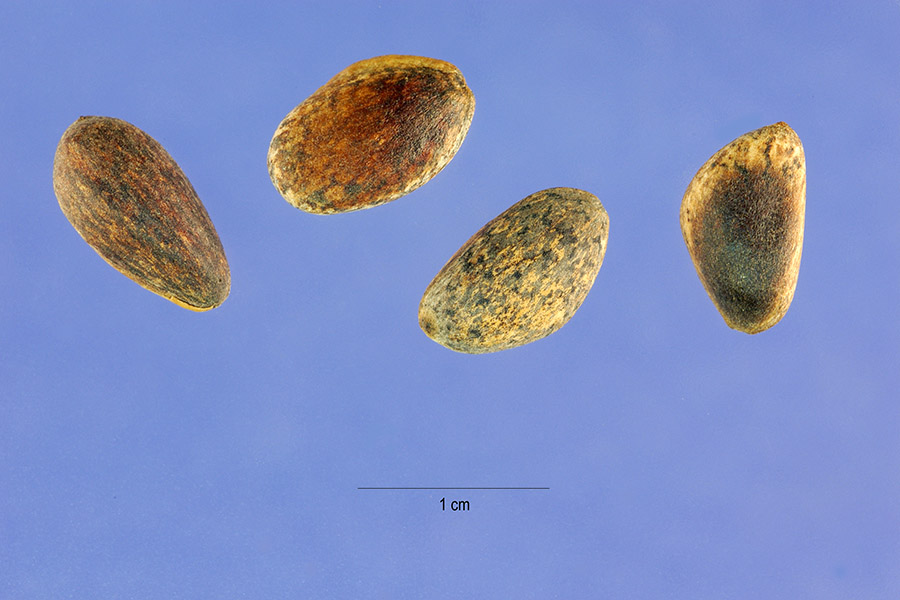